# Aristida pubescens
Aristida pubescens es una especie de gramínea perteneciente a la familia de las  poáceas. 
Es originaria de Argentina.  ´

## Taxonomía
Aristida pubescens fue descrita por Caro & E.A.Sánchez y publicado en Darwiniana 19(2–4): 417–421, f. 2. 1975.
Etimología
El nombre del género proviene del latín Arista o del griego Aristos (cerdas, o aristas del maíz). 
pubescens: epíteto latino que significa "peluda".